# 南康契欽 (明尼蘇達州)
南康契欽（英語：South Koochiching）是位於美國明尼蘇達州康契欽縣的一個未組織地區。

## 地方資料
南康契欽的面積為2189.69平方千米，當中陸地面積為2186.57平方千米，而水域面積為3.11平方千米。根據2020年美國人口普查的數據，當地共有人口154人，而人口密度為每平方千米0.07人。